# 이마가와역 (니가타현)
이마가와역(일본어: 今川駅)은 일본 니가타현 무라카미시에 위치한 동일본 여객철도 우에쓰 본선의 철도역이다. 상대식 승강장 2면 2선의 구조를 갖춘 지상역이다.

## 타는 곳
| 1 | ■ 우에쓰 본선 | 상행 | 무라카미 · 시바타 · 니쓰 방면       |
| 2 | ■ 우에쓰 본선 | 하행 | 아쓰미온센 · 쓰루오카 · 사카타 방면 |

## 역사
- 국도 제345호선
- 이마가와 해수욕장

## 역 주변
- 1944년 7월 1일 : 이마가와 신호장으로서 개설. 그 후 특례로서 가승강장 취급이 된 것을 거쳐, 임시역으로 되었다. 이 사이, 당 역에는 영업 거리가 설정되지 않고, 운임 계산상은 1개 남은 역까지의 취급이 되어 있다.
- 1987년 4월 1일 : JR 관리와 함께, 역으로 승격. 이마가와역 개업.

## 인접 역
| 동일본 여객철도 우에쓰 본선 | 동일본 여객철도 우에쓰 본선 | 동일본 여객철도 우에쓰 본선 |
| --------------------------- | --------------------------- | --------------------------- |
| 구와가와 니쓰 방면          | ■ 우에쓰 본선               | 에치고칸가와 아키타 방면    |